# Toya (producent narzędzi)
TOYA S.A. – polski producent i dystrybutor narzędzi ręcznych, elektronarzędzi, akcesoriów i sprzętów codziennego użytku.
Spółka rozpoczęła działalność w 1990 roku, a w 2011 zadebiutowała na warszawskiej Giełdzie Papierów Wartościowych.
W 2022 roku TOYA S.A. prowadzi sprzedaż ponad 12 000 produktów dostępnych pod 6 własnymi brandami: YATO, VOREL, STHOR, FLO, FALA, LUND, działając na terenie Polski oraz – poprzez sieć dystrybucji – w ponad 100 krajach na świecie.
W skład grupy kapitałowej TOYA S.A. wchodzą (2022) następujące podmioty:
- TOYA S.A. – spółka dominująca z siedzibą w Polsce i centralą we Wrocławiu. Zarządza strategią oraz budową wartości portfela spółek zależnych. Dysponuje dwoma centrami logistycznymi: we Wrocławiu i w Młochowie pod Warszawą. Posiada oddział zlokalizowany w Nadarzynie (od 2007 r.).
- TOYA Romania S.A. – powstała w 2003 roku jako spółka zależna. Siedziba i centrum logistyczne znajdują się w Bukareszcie. W 2019 roku otwarte zostało nowe centrum biurowe z magazynem o powierzchni 7.200 m² i wysokości 13 m.
- YATO Tools (Shanghai) CO., LTD – powstała w 2008 roku jako spółka współkontrolowana, z siedzibą oraz centrum logistycznym w Szanghaju. W 2013 roku kontrolę nad spółką objęła w pełni TOYA S.A.
- YATO Tools (Jiaxing) CO., LTD – założona w 2019 roku spółka zależna z siedzibą w Baibu Town, w której kapitale zakładowym Spółka posiada 100% udziałów o łącznej wartości 8 mln USD.

Oddział w Nadarzynie o powierzchni magazynowej 26 370 m², zlokalizowanej na terenie centrów logistyczno-dystrybucyjnych, prowadzi dystrybucję produktów na rynkach lokalnych oraz eksport do krajów na wszystkich kontynentach.

## Historia
- 2020 – powiększenie powierzchni magazynowej oddziału w Nadarzynie do 26 370 m²
- 2019 – założenie spółki zależnej YATO Tools (Jiaxing) CO., LTD.
- 2019 – otwarcie nowego biura i magazynu TOYA Romania
- 2016 – otwarcie drugiego sklepu internetowego
- 2014 – wykup 100% udziałów w Yato Tools (Shanghai) Co., Ltd.
- 2013 – objęcie kontroli nad Yato China trading Co., Ltd. wraz ze zmianą nazwy na Yato Tools (Shanghai) Co., Ltd.
- 2012 – otwarcie sklepu internetowego
- 2011 – debiut spółki TOYA S.A. na Giełdzie Papierów Wartościowych w Warszawie oraz wydzielenie działalności dewelopersko-golfowej TG&CC (Oddział w Krynicznie) do odrębnej spółki
- 2008 – powstanie YATO China w Szanghaju (nowoczesne centrum biurowe i logistyczne o łącznej powierzchni ponad 3000 m²)
- 2007 – likwidacja oddziału w Pruszkowie i powołanie Oddziału w Nadarzynie, w ramach którego uruchomiono nowoczesne centrum dystrybucyjno-logistyczne (Młochów pod Warszawą)
- 2003 – powstanie spółki TOYA Romania w Bukareszcie oraz dywersyfikacja marki – rozwój nowych brandów: YATO, FALA, FLO, POWER UP, STHOR, VOREL
- 2002 – powstanie oddziału TOYA S.A. Kryniczno – Toya Golf & Country Club oraz budowa ekskluzywnego osiedla TOYA GOLF
- 2001 – powstanie oddziału TOYA S.A. w Pruszkowie oraz budowa nowoczesnego centrum dystrybucyjno-logistycznego we Wrocławiu
- 2001 – utworzenie TOYA S.A., która nabyła majątek TOYA IMPORT-EKSPORT S.C.
- 1990 – założenie firmy TOYA IMPORT-EKSPORT S.C.[5]